# Villafranca Padovana
Villafranca Padovana (velenceiül Viłafranca Pàdoana) település Olaszországban, Veneto régióban, Padova megyében. Lakosainak száma 10 503 fő (2023. január 1.). Villafranca Padovana Campodoro, Limena, Padova, Piazzola sul Brenta, Rubano és Mestrino községekkel határos.

## Népesség
A település lakossága az elmúlt években az alábbi módon változott:
| Lakosok száma | 10 246 | 10 458 | 10 503 |
|               | 2017   | 2018   | 2023   |